# KOUGU維新
KOUGU維新（こうぐいしん）は、お笑い芸人による「2.7次元ミュージカル」。日本テレビ系列のバラエティ番組「有吉の壁」のコーナー「ブレイク芸人選手権2020」で誕生。同番組のテレビ放送と公式YouTubeチャンネルを中心に活動している。2020年12月24日に生放送オンラインでのミュージカル【最初で最後のミュージカル　kougu維新±０〜聖夜ヲ廻ル大工陣〜】を行った。

## 概要

### コントとしての概要
きつねを中心とした芸人たちが、2.5次元の俳優やミュージカルを模したコントや歌を披露している。「有吉の壁」MCの有吉弘行は笑いながらも「ダサい」や「全然面白くない」等と評しており、ダンスや歌の絶妙なクオリティの低さから、「ちょいダサ」が売りのアイドルと紹介されている。
なお、キャラクターはそれぞれ架空の役者が演じているという設定であり、出演している芸人はあくまでKOUGU維新のキャラクターでなく「KOUGU維新のキャラクターを演じている俳優」を演じている。

### 作品としての概要
作中の舞台は明治時代、倒幕運動によって荒れ果てた建造物（お館であると同時に親方様）を復興に導く、命宿りし工具たちの物語。　『KOUGU維新』とは、建築業が国の仕事だった頃、宮廷付きで働いていた大工の人々が使う“聖(セイント)工具”であり、命の宿った工具たちの中でも国の招集によって集いし選りすぐりの工具の集団のことである。
原作はきつね、脚本は乙ルイ、作詞はドライバ&やっとこの名義になっている。
演じている乙ルイと淡川幸一郎は、舞台でもお笑い担当であったことから壁に出演をさせていただいたと語っており、有吉の壁での出演を単発公演と呼んでいる。
KOUGU維新出陣の掛け声「いざ、参らん！」は、ひとボケ終えた後、楽曲への転換の区切りに使われている。

## キャラクター

### 主要キャラクター
プラスドライバ
演 - 乙ルイ（おつ るい）/ 中の中の人 - 大津広次（きつね）
明治5年7月24日　新潟県燕三条生まれ
身長176.8cm
体重81kg
イメージカラーは■黄色
比較的良識があり、ツッコミ担当でありまとめ役的存在。酔うと酔拳を始める。
登場時のセリフは「我が名はプラスドライバ。締めるも緩めるも我が親方様の自由」。
必殺技は「崩壊螺旋　スクリュードライバー」
平やっとこ（後述）との二人の必殺技は「締緩掴離の繕い　照直志」
趣味はブリキの玩具作成とお祭りに出向く事。
誕生した瞬間は、パッと火花が散ったことしか記憶にない。
旧近衛師団司令部庁舎の修繕に入ったことがある。親方様にタオルをもらった思い出の場所である事から、好きなお館でもある。
一人称は「俺」だが、マイナスドライバと話すときだけ一人称が「僕」になる。
平やっとこ（たいらの やっとこ）
演 - 淡川幸一郎（あわかわ こういちろう）/ 中の中の人 - 淡路幸誠（きつね）
明治5年2月14日　岐阜県美濃生まれ
身長194.1cm（頭のツンツンも含める）
体重87kg
イメージカラーは■赤
荒くれ者。細かい事を気にしない単純でお調子者な性格。食いしん坊でもある。酔うと泣き上戸になる。
登場時のセリフは「オイラの名前は平やっとこ。一度掴んだら離さねぇ！もちろん親方様の心もなぁ！」。
必殺技は「地獄八景　工具戯」
プラスドライバとの二人の必殺技は「締緩掴離の繕い　照直志」
趣味は団子屋めぐり。特技は団子の大食い。
最初の記憶は、親方様にしっかりと握られている手のぬくもり。鍛冶屋の多い地域で育った。
砥石（後述）とは共通する部分が多く、シンパシーを感じる。
寝る時間も起きる時間も早く16時〜17時頃にはもう眠くなり、何を話しかけても空返事しかしなくなる。
マイナスドライバ（後述）のことを友達のお兄ちゃんと思っている。幼い時、いずれ戦う事になると第六感では感じ取っていたらしい。

### 他キャラクター（追加キャラクター）
「○期生」の表記は、メンバーの追加順とする。
キリ
演 - 宮布いつき（みやぬの いつき）/ 中の中の人 - 布川ひろき（トム・ブラウン）
イメージカラーは■青
1.5期生
クールな妖狐。敬語で喋る。酔うと笑い上戸になる。笑いのツボは浅い。
登場時のセリフは「我が名はキリ。親方様への愛の意志、どこまでも深くーーー貫きます」。
公式のツイッターで上げられた「グッズ紹介で候」というミニ動画では、巻尺（後述）にお小遣いの使い方を注意したり、作中や楽曲中で巻尺の頭を撫でていたり、少し親っぽいところが見受けられる。
普段は妖艶だが意外と陽気な性格。
他の工具にバレないよう、ほっかぶりを被り耳を隠して城下へ大衆劇場に見に行きひとりで大笑いしている。
甘酢漬けが大好物。
鉄槌との二人の必殺技は「通貫衝壁の繕い　壊流」
鉄槌（てっつい）
演 - 音道わたる（おとみち わたる）/ 中の中の人 - みちお（トム・ブラウン）
イメージカラーは■黒
1.5期生
おとぼけキャラ。独特なカタコト口調で喋る。
登場時のセリフは「おれ、なまえ、鉄槌。裏切り者へ正義の鉄槌、下す」。
クリスマスプレゼントに自分の右手を型取りしたものをプレゼントするといった怖い面もある。
砥石（後述）とはよく森で稽古をしている。その森の中で親方様には内緒でスズメを飼っている。
キリとの二人の必殺技は「通貫衝壁の繕い　壊流」
巻尺（まきじゃく）
演 - KATA（かた）/ 中の中の人 - 水川かたまり（空気階段）
イメージカラーは■水色
2期生
麗しく知的で冷静だが、少しおっちょこちょいなところがある。不思議ちゃんキャラ。泣き虫な一面もある。プライドが高い。
登場時のセリフは「親方様への想い、寸分の狂いも御座いません。巻尺」。
紙やすり（後述）とのコンビで出ることが多い。
狩衣を着ているからか陰陽師の要素が入っているらしく、12月24日の生配信では戦闘の際に口元で指を立てるような仕草が複数回みられた。また、妖狐のキリに作中や楽曲中に頭を撫でられていたりする。
泣き方がとても独特。寝顔は変顔に近しい。
必殺技は「水龍」
紙やすりとの二人の必殺技は「計巻磨擦の繕い　天の川」
指輪が嫌い。理由は聞いてはいけない。
紙やすり（かみ やすり）
演 - 小橋宇宙（こばし そら）/ 中の中の人 - 石橋遼大（四千頭身）
イメージカラーは■ピンク
2期生
無邪気で甘えん坊。一同の弟的存在。
登場時のセリフは「すりすりすりすりスリリング！紙やすり」。
巻尺とコンビで出ることが多い。
必殺技は「やすりすり」
巻尺との二人の必殺技は「計巻磨擦の繕い　天の川」
皆といるときは甘えん坊だが、巻尺と2人きりになった際に泣く巻尺を慰める様な一面もある。
裸足で何処かへ行ってしまうので、「せめてわらじを履いてくれ！」と怒られることがある。
砥石（といし）
演 - 渡哲夫（わたり てつお）/ 中の中の人 - ワタリ119
イメージカラーは■茶色
3期生
やや短気だが、まっすぐな性格。ワイルドで喧嘩っ早い。「しゃらくせぇ！」が口癖。砥石を模した鍵盤ハーモニカを持っている。
サポート系のKOUGU男士だが、鉄槌に稽古をつけるなどキャラはパワー系。
登場時のセリフは「しゃらくせぇ！砥石！」。
KOUGU祭のキーボード担当。 やっとこ（前述）とはよくサウナに行く仲。
雲を眺めるのが好き。入れ墨と同じような雲を見つけるとやっとこを呼んで「俺の入れ墨と似ているだろう！」と見せてくる。
意外にもアーティスティックな部分がある。
丸ノコ（後述）の持つ天才的な戦闘能力に嫉妬している。そのため、努力は才能を超えることを丸ノコに証明したいそう。
丸ノコとの二人の必殺技は「斬研拘裂の繕い　迷イ刃」
丸ノコ（まるのこ）
演 - 綺羅星輝（きらぼし ひかる）/ 中の中の人 - ほしのディスコ（パーパー）
イメージカラーは■紫
3期生
狂気を感じさせる性格で、サイコな言動をとる。歌が上手い。
血で血を洗う争いを見ることで快楽を得ているらしい。
稽古を「殺し合い」だと間違えて乱入し、巻尺に何度か怒られている。
狂っている丸ノコは一寸の狂いも無い巻尺をよく困らせ（泣かせ）ているようで、鉄槌には「また 丸ノコ 巻尺 イジメてる」と言われている。
登場時のセリフは「みんな狂ってるぅ？丸ノコ」。
リベリオンをひとりで倒せるほどの戦闘能力を持っているらしい。
KOUGU祭のタンバリンとコーラス担当。
テレビでの初登場後、11月4日分のYouTube生放送で衣装と髪型が変更された。
砥石との二人の必殺技は「斬研拘裂の繕い　迷イ刃」
ギア
演 - 五味刃（ごみ やいば）/ 中の中の人 - 小宮浩信（三四郎）
6期生
南蛮からやってきた。海岸に漂流していたところを通りかかったプラスドライバ達に助けられる。歌舞伎が好き。
ハイテンションでユニークな性格をしており、「エスパニョーラ」「カプリチョーザ」「ペペロンチーノ」など南蛮を連想させる単語を叫ぶ。
登場時のセリフは「ワタクシ南蛮の工具、ギアデス」。
必殺技は「砕け！鉄コンのファンファーレ！」
トロ舟との二人の必殺技は「輪転交錯の繕い　フィジオーネ」
トロ舟（とろふね）
演 - かやら龍（かやら りゅう）/ 中の中の人 - 賀屋壮也（かが屋）
6期生
気さくな性格の生粋の江戸っ子。かんぴょう巻きが好き。プラスドライバ（前述）と平やっとこ（前述）とは昔からの仲。
南蛮を連想させる単語を江戸にあるものに変換するボケを持ってる。
登場時のセリフは「生まれも育ちもここ大江戸！人呼んで瘋癲のトロ舟たぁ〜、俺のことよ〜ぉ！」。
必殺技は「大江戸名物、雷落とし！」。
ギアとの二人の必殺技は「輪転交錯の繕い　フィジオーネ」

黒曜石器(こくようせっき)
演 - 不明/ 中の中の人 - 有吉弘行
10期生
最古の工具男士。
KOUGU維新FINALにて荒れ果てた南蛮の街を全て修復した。
KOUGU維新達を導く存在で工具男士達を｢我が子｣と呼ぶ。
その姿を現した際には「突き進みなさい」とやさしくも強く呼びかけた。

### 工具リベリオン
KOUGU維新の敵対する組織。マイナスドライバを筆頭に、インパクトドライバ、チェーンソー、メス、インパクトレンチの5人がいる。
彼らの目的は全ての建物を解体して、作り変えることである。この目的を「解体新章」という。工具リベリオンの出陣の掛け声は「いざ、出陣！」
マイナスドライバ
演 - 無神慧（むかみ さとし）/ 中の中の人 - 向井慧（パンサー）
イメージカラーは■緑
4期生
孤高の存在。プラスドライバの生き別れの兄。いくつかの原因が重なったすえ闇堕ちした。
反乱軍「工具リベリオン」の指導者。なんでもマイナスに変えることができる。
マイナスドライバの足跡には必ずカラスが群がるらしい。
登場時のセリフは「闇を愛し、闇に生きる者」。
必殺技は「時空よ舞い戻れ、リバースドライバー！」。
インパクトドライバ
演 - もぐもぐ鈴木（もぐもぐすずき）/ 中の中の人 - 鈴木もぐら（空気階段）
7期生
肥満体型で髭が生えている。右腕がインパクトドライバになっている。相手の発言を下ネタに聞き間違えることが多い。大雑把。
登場時のセリフは「俺様はインパクトドライバ。全てのネジを外し、親方様を崩壊させてやるぜ」。
インパクトドライバの衣装や武器は空気階段の踊り場のリスナーが作成したものを使用している。
「KOUGU維新公式本で、イザ参ラン！」のグラフでは、スケベ度が飛び抜けており、チェーンソーの肩あたりまで出てる。
チェーンソーとの二人の必殺技は「優雅に散りなさい！（チェーンソー）回転突壊ガガガガーン（インパクト）」
チェーンソー
演 - みやじん　/ 中の中の人 - 宮下兼史鷹（宮下草薙）
7期生
普通体型で長髪。左腕がチェーンソーになっている。長であるマイナスドライバを「閣下」「御中」「総帥」と崇拝している。
右目にヒビのような線が入っている。
インパクトの聞き間違いを冷たい視線で見ている。（役者いわく歪んだ友情）
登場時のセリフは「私の名はチェーンソー。全ての物を切り倒し、親方様を薙ぎ倒す」。
12月24日の生配信で新キャラとして初登場した。
チェーンソーの衣装は3年A組-今から皆さんは、人質です-の劇中の特撮番組「ガルムフェニックス」のスーツを一部流用している。
髪の毛は後ろで一本に結っているが、自分の髪で束ねている。
インパクトドライバとの二人の必殺技は「優雅に散りなさい！（チェーンソー）回転突壊ガガガガーン（インパクト）」
メス
演 - 不明　/ 中の中の人 - 辻󠄀（ニッポンの社長）
8期生
登場時のセリフは「わしの名はメス。新たな解体新書を作るべく、世界を解剖しようではないか！」。
必殺技は「さあオペを始めようか。捌けネクロマンシー！」。
知的で研究以外に興味が無い。野性味溢れるキャラクター。
壁武道館ライブの出演アーティスト第2弾発表の動画から解禁(ビジュアルのみ)になった工具。
普通体型で髪の色が水色、左目が前髪で隠れている。マイナスドライバと同じく工具は手で持っている。
工具にチェーンソーと同じ模様がある。
衣装は白衣またはナポレオンコートの中に黒シャツを着用しており、黒ズボンに革靴を履いている。ツールベルトを斜めに下げており、檸檬色、桃色、青色、濃桃色、黄色、黄緑色の順番で試験管を入れている。
2021年11月11日、壁武道館ライブにて登場した。
一人称は｢わし｣。サイリウムを｢新しい研究材料｣と興味を示した。
インパクトレンチ
演 - 不明　/ 中の中の人 - ともしげ（モグライダー）
9期生
2022年10月12日の壁ライブで初出演を果たした。
インパクトドライバの弟。兄と同じく肥満体型である。

### 「祇園編」キャラクター
EXITのオンラインLIVE「ただ君に面白いと言われたかった...～GALAXY チャLIVE～」内ミュージカル「KOUGU維新 祇園編」に出演したキャラクター。演じたのはどちらもEXITのメンバー。
ボックスドライバ
演 - なかとう りんね　/ 中の中の人 - りんたろー。（EXIT）
5期生
プラスドライバの元師匠。カッターと共に親方様の側近をしている。イケボでクールな上、男気溢れ面倒見がいい。 しかし、食いしん坊な一面も。
銀色の短髪で全身黒の服で、黒のタイトなブーツを履いている。プラスドライバのことを「ネジ巻き小僧」と呼ぶ。
カッターのことを弟子もしくは頼れる大切な仲間としか思っておらず、それ以上の感情はないらしい。
登場時のセリフは「我が名はボックスドライバ！親方様の想い、何でもはめ込んでやるぜ！」。
12月24日の生配信では幕間明けのナレーションを務めた。
カッター
演 - カダイ キチカ　/ 中の中の人 - 兼近大樹（EXIT）
5期生
ボックスドライバの現在の弟子。京言葉で話すはんなりな女男。ピンクの長髪でポニーテールのようにし、白の着物を着ている。
師匠のボックスドライバに一途であり、些かツンデレ・メンヘラ気質。ブロッコリーが好き。
ボックスドライバのことを先生と呼び慕っている。
登場時のセリフは「ウチの名はカッター。親方様への愛の形、ウチ好みに切り取らせてもらいます〜」。
12月24日の生配信では前説のナレーションを務めた。

### 「南蛮編」キャラクター
2021年・2022年の有吉の壁ブレイクアーティストLIVEにて登場したキャラクター。
KOUGU維新やリベリオンとも敵対する第三勢力的な存在。名乗り口上や出陣の際の掛け声は「デュエロ（南蛮の言葉で『決闘』）」。メンバーは全員目元にタトゥーのような紋様が入っている。
ダイヤモンドカッター
演 - 日下部典夫（くさかべのりお）/ 中の中の人 - 野田クリスタル（マヂカルラブリー）
8期生
有吉の壁武道館ライブにて初出演。
金髪をオールバックにして、神父のような服装と胸にダイヤモンドカッターのカッター部分を下げて、聖書らしきものを持っている。
ダイヤモンドカッターはダイヤモンドからできており、すべてのものを切り裂くことができる神のような存在。
登場時のセリフは「我が名はダイヤモンドカッター。神の宣うまでに世界を切り開く。デュエロ」。
必殺技は「汝の輝きを我に預けよ 零」。
この他にも相手をマインドコントロールする能力も備えている。
ジグソー
演 - 植木ユウヤ（うえきゆうや）/ 中の中の人 - 芝大輔（モグライダー）
9期生
2022年10月12日の壁ライブで初出演を果たした。
軍服姿に右目のあたりに亀裂があり、ジグソーカッターを持っている。
登場時のセリフは「小生はジグソー。我が思想のため死をも厭わん。この刃で世界を隔絶しようぞ。デュエロ。」
狡猾で好戦的な性格。KOUGU維新を「ゴミ」「スクラップ共」と蔑む。
ノコギリ
演 - 不明　/ 中の中の人 - 渡辺隆（錦鯉）
9期生
2022年10月12日の壁ライブで初出演を果たした。
KOUGU維新たちの前に立ちはだかる新たな敵として登場。
ノコギリを2本持ち、武将のような姿をしている。
登場時のセリフは「某はノコギリ。戦狂いの世、工具の兵を鉄塊に戻さん。血の盃を交わそうぞ。デュエロ。」

### パロディキャラ
消しゴム
演 - 尾形貴弘（パンサー） / 俳優名 - 不明
BUNGU維新のメンバーの1人。KOUGU維新の弟分という設定である。（ジュニアと呼ばれていた）2020年11月4日の放送にて登場した。初登場時には無名だったが12月24日の生配信にて消しゴムであることがわかった。メンバー不足からかコンパス、分度器、三角定規の３つを持っている。その後同月の18日に再登場したが、ロケ地の大塚家具に合わせ、SHINGU維新になっていた。
キリを推している。
12月24日の生配信では幕間に登場した。
SHINGU維新
演 - 斉藤慎二（ジャングルポケット） / 俳優名 - 不明
11月18日の放送にてパロディキャラとして登場した。斉藤がKOUGU維新に加入したいという設定で、尾形とコンビを組んだ。オペラ口調である。担当寝具は不明。棒に枕をくくりつけたものが武器と思われる。

### ファン

#### 菅 良太郎（パンサー）
芸能界一のKOUGU維新ファン。平やっとこを推している。
12月24日の生配信の幕間にてミュージカルを観に来た平やっとこのファンとして登場した。

## ミュージカル

### キャスト
乙ルイ（おつ　るい）
演 - 大津広次（きつね）
プラスドライバを演じている。
24歳
KOUGU維新の脚本を担当している。
YouTubeでの生放送では司会進行を担当している。
演じている役とは打って変わって素はかなり抜けているところが多いようで、冷蔵庫の中身が賞味期限の切れている物ばかりである事や充電器を何回も買っている等のエピソードが度々語られる。
淡川幸一郎（後述）とは幼馴染であり、乙は淡川の事を「こうちゃん」と呼んでいる。
公表はされていないが、年下の弟妹の存在が仄めかされている（末っ子役を演じる事が多いため、イメージを崩さないために非公表にしているらしい）。
最近では歌舞伎俳優とも共演を果たしており、演技の幅が広い。歌舞伎物にも出演している。
生放送では淡川幸一郎と共に甲子園出場経験がある事が明かされた。
小学生の頃は漫画家を目指していたと語っており、その言葉の通り絵が上手い。ゲームのキャラクターをヤンキーに見立てた漫画を描いていたらしい。
『GALAXY チャLIVE』アフタートークにて、10代の頃にジャニーズ事務所に所属していたことが明かされた。カダイキチカ（後述）とはその頃から面識がある。
役者を目指したきっかけは子供時代。当時観ていたフランダースの犬が好きすぎたあまり、飼っていたヨークシャーテリアに枕を切って取り出した綿をくっつけ「パトラッシュだ！」と言ったことがある。
淡川幸一郎（あわかわ　こういちろう）
演 - 淡路幸誠（きつね）
平やっとこを演じている。
25歳
YouTubeでの生放送ではSEを担当している。
自他ともに認める食いしん坊であり、かなりの大食い。末っ子長男、おばあちゃんっ子である。素の自身のことは地味で人見知りで寡黙と評している。
子役から活動しており芸歴は長い方。
音道わたる（後述）とは過去に親子役で共演しており、淡川が息子、音道が父親を演じた。
乙ルイ（前述）とは同じ舞台に立つ事が多く、歌舞伎物でも共演している。
生放送で乙と共に甲子園出場経験がある事が明かされた。
毎回淡川が担当している楽曲のラップ部分は「たいらっぷ」や「とこらっぷ」と呼ばれている。嵐櫻井翔さんのサクラップをリスペクトしているらしい。
映画への出演も果たしており、生放送では太秦でサイバーエージェントが江戸へ行く内容の映画の撮影をした事を語った。
役者を目指し始めたルーツはバスター・キートン。ジャッキー・チェンの時計台のシーンがバスター・キートンのオマージュと知ってから虜になった。
学生時代には学校の時計台に掴まって停学になった事もあるらしい。
役者としての夢は無声映画を撮ること。

宮布いつき（みやぬの　いつき）
演 - 布川ひろき（トム・ブラウン）
キリを演じている。
43歳
芸歴20年目（2020年12月現在）
ミュージカルは今作が初出演である。
母親と実家で暮らしているとされているが、どうやら娘が存在しているらしい。
話の流れで宣伝を入れるなどちゃっかりとした一面もある。
2020年に公開された自主制作映画の撮影では、ハワイでキャラウェイ火山の中に入った。
音道わたる（後述）とは年齢に差はあれど芸歴としては同期なこともあり付き合いは長いようだ。年齢で態度を分けたくないという考えのもと、音道が子役の頃から敬語抜きでの関係なのだとか。
音道わたる（おとみち　わたる）
演 - みちお（トム・ブラウン）
鉄槌を演じている。
25歳
4歳から子役をしており芸歴20年目（2020年12月現在）
自ら劇団を立ち上げ、下北の小劇場で公演を行なっている。劇団員は全員男性で構成されおり、演目や役によって女装をしたりパテで筋肉を盛ったりしている。
劇団での演目は白雪姫やシンデレラ等の古典系が多い。
淡川幸一郎（前述）とは、過去に親子役で共演した事もあり顔が似ていると言われている。それに対して音道本人は「良く似ていると言われるが、実際は目元だけが似ていて他のパーツは全然似ていない」と語っている。
小学生の頃に漫画家を目指していたと語り、プライベートでも結構絵を描いているらしい。以前生放送でイラストを披露した際「昔イラストを描いていた人の絵」と乙ルイ（前述）に評されている。
KATA（かた）
演 - 水川かたまり（空気階段）
巻尺を演じている。
24歳
丸ノコを演じる綺羅星輝（後述）は従兄弟である。しかし彼に金を盗まれて以来、仲が悪い。
お笑い芸人のZAZYが再従兄弟である。
バター醤油餅が好き。
ミュージカルKOUGU維新出演以前は役を降りた状態で表に出る機会は少なく、共演する俳優の方からもプライベートを明かさないミステリアスな人物とされていた。
幼い頃からミュージカルに興味があったものの家庭の事情から難しく、ブログで生計を立てながら夢を追いかけていた。ブロガーでありイラストレーターでもある。
ブログでは主にサボテンの「ミミ」の成長記録を自身が描いた絵と共に載せている。
以前はプロダクションダイアモンドに所属しており、ダイアモンド時代の通過儀礼でバックコーラスとして音楽番組に出演したことがある。
親の仕事の都合で小3までオーストラリアのウィーンに住んでおり、ウィーン少年ダンススクールに通っていた。ウィーンが演技の原点であり自分を見つめ直せる場所だとしており、公演前に恩師に会いに行くなど今でも交流が深いよう。しかし言葉は全く話せない。
見た目のカッコ良さから一部過激なファンも存在しており、過去に郵便ポストにイタズラされたり、家の鍵穴に塩辛を詰められるという事件が起きた。事件の被害によって家に入れなくなった際に乙ルイ（前述）の家に泊まった事もある。
宮布いつき（前述）とは年齢、芸歴共に開きがあるものの、稽古中に喧嘩をした事もあるなどぶつかる事が多いそう。その反面、何か困った時に相談する相手も宮布であると語っている。LINEのお気に入りに登録をしているのだとか。
自分でサーバー自体を作ったらしい。
小橋宇宙（こばし　そら）
演 - 石橋遼大（四千頭身）
紙やすりを演じている。
18歳
趣味はクッキー作りだが､クッキーが苦手。ラーメンは塩派。最近パチンコに熱を上げている。
渡哲夫（わたり　てつお）
演 - ワタリ119
砥石を演じている。
25歳
ミュージカルは今作が初出演である。
テレビドラマへの出演を多数こなしている。動画配信サイト限定の海外作品にも出演している。
デビューのきっかけとなったドラマは「明るい坂から」。最高視聴率20%を超え当時話題になった作品。通称「あかさか」と略されて呼ばれる事が多い。
「明るい坂から」で渡が有名になったのは、女性に捨てられるシーンでの「捨てるなら捨てな」というセリフ。この時のあっけらかんとした演技が高く評価された。
この時の「捨てるなら捨てな」というセリフは渡本人が考えたアドリブである。
KOUGU維新でのキャラとは違い、素はとても礼儀正しいが良く言葉を噛む。また天然なところもある。
音道わたる（前述）の劇団に出演経験あり。
乙ルイ（前述）には「てっちゃん」と呼ばれている。
綺羅星輝（きらぼし　ひかる）
演 - ほしのディスコ（パーパー）
丸ノコを演じている。
24歳
巻尺を演じるKATA（前述）は従兄弟である。
最近の趣味はお風呂に入浴剤を入れて入ること。(2020年12月現在)
好きな食べ物はメロンとバター醤油餅。
メンバー随一の歌唱力を持っており、個人で作詞作曲の活動もしている。
母親のよしこおばさんは良く現場の見学に来ている。父親は工場でネジを作っている。
2020年11月04日の生放送で発表された新衣装は母親が若い頃ディスコで着ていた物のお下がりである。
五味刃（ごみ　やいば）
演 - 小宮浩信（三四郎）
ギアを演じている。
かやら龍とは同じ事務所（バーガンディレッド）。
かやら龍（かやら　りゅう）
演 - 賀屋壮也（かが屋）
トロ舟を演じている。
五味刃とは同じ事務所（バーガンディレッド）。KATAよりも芸歴が長い。
無神慧（むかみ　さとし）
演 - 向井慧（パンサー）
マイナスドライバを演じている。
言葉数は多い方では無いが演技への熱量はとても高い。実力派俳優。
スケジュールは分刻みであり、現在ドラマ10本以上掛け持っている。
今後ハリウッドへの出演も決まっている。
M-1出場経験がある生粋のギャガー。本編6話におけるマイナスドライバの台詞、「コケコッコー」はアドリブ。
もぐもぐ鈴木（もぐもぐすずき）
演 - 鈴木もぐら（空気階段）
インパクトドライバを演じている。
45歳
18歳で上京。芸歴27年目（2020年12月現在）
歌手としても活動をしている。
みやじん
演 - 宮下兼史鷹（宮下草薙）
チェーンソーを演じている。
23歳
18歳から活動をしており芸歴5年目（2020年12月現在）
2019年に仮面ライダーバジルに出演している。
休日は朝と晩にフォレストガンプを見ている(2020年12月現在)
円盤はBlu-rayで集めたい派。
なかとう　りんね
演 - りんたろー。（EXIT）
ボックスドライバを演じている。
酒を飲む度に乙ルイとの思い出話を語る。
カダイ　キチカ
演 - 兼近大樹（EXIT）
カッターを演じている。
ブロッコリーが好き。
10代の頃、ジャニーズ事務所に所属していた。
？？？(メスのキャスト)
演 - 辻󠄀（ニッポンの社長）
メスを演じている。
みやじんとは2019年の仮面ライダーバジル(？？？の役名は仮面ライダーブレイブ(サブライダー))にて共演した事があり、家族で遊びに行くほど仲が良い。
日下部 典男（くさかべ　のりお）
演 - 野田クリスタル（マヂカルラブリー）
ダイヤモンドカッターを演じている。
劇団ひまわり所属。
間をとったゆっくりな話し方は遺伝らしい。
植木 ユウヤ（うえき　ゆうや）
演 - 芝大輔（モグライダー）
ジグソーを演じている。

## 楽曲
- KOUGU維新のテーマ - 2020年9月30日リリース
- 焔（エン）～kougu memory～ - 2020年12月9日リリース
- メンテナンスソルジャー - (TV放送版3回目出演時の曲)
- 曲名不明（YouTubeチャンネルの#2で流れた曲）
- 曲名不明（KOUGU祭で披露したバンド曲）
- ドライバ兄弟の歌（ドライバ兄弟の曲）
- 南蛮組の曲（第一章最終回の曲）
- KOUGUデモクラシー（「KOUGU維新 祇園編」で披露された楽曲）
- みるき～うぇい（紙やすり,巻尺の曲）
- 夢幻ノ花 （武道館ライブ初披露曲、南蛮編OP）2021年11月12日リリース

作詞はドライバ&やっとこ名義、作曲編曲は厚芝久光が手掛けている。
- 工具リベリオンの歌（インパクト,チェーンソーの曲）

作詞はドライバ&やっとこ名義、作曲はシンキロウグループが手掛けている。武道館ライブではメス歌唱パートがある。
- 静かなる情熱（キリvsジグソーの曲）
- 勇唄（やっとこvsノコギリの曲）

## 単発公演
単発公演とは有吉の壁での出演回の事をさしており、TV放送版とYouTube配信版が存在する。重複している内容の物もあるが、いくつか違う内容の物も存在している。また、同じ内容の物でも一発本番のTV放送版と編集の入っているYouTube配信版とでは印象が全く違う物になっている。
TV放送版は初登場から第一章完結までの計6回の出演回が存在している。現在Huluでのみ視聴が可能となっている。
YouTube配信版は本編第一章の#1〜#7までが配信されている。TV版とは若干、セリフなどが異なる。また、YouTube公式チャンネルでは本編のほかに各キャラクターを演じている俳優陣による生放送のアーカイブ（全3回）や現在配信されている楽曲MVも公開されている。これら全ては有吉の壁公式YouTubeチャンネルから視聴可能となっている。 

## 出演・掲載

### テレビ番組
- 有吉の壁（日本テレビ）- 2020年7月15日、8月12日、9月16日、9月30日、10月21日、10月28日[10]、11月18日（第1章完）、12月30日[11]
- 有吉ゼミ（日本テレビ）- 2020年9月21日、11月23日、12月28日
- バズリズム02（日本テレビ）- 2020年10月30日
- ZIP!（日本テレビ）- 2020年12月9日
- スッキリ（日本テレビ）- 2020年12月9日
- バゲット（日本テレビ）- 2020年12月9日
- サンデージャポン（TBSテレビ）- 2021年3月21日（VTR出演）
- 中居正広の金曜日のスマイルたちへ(TBSテレビ) -2021年6月11日、6月18日 プラスドライバ、平やっとこ

### ウェブ番組
- つぶし合いクイズ!悪意の矢（日本テレビ）- 2020年9月28日 地上波放送の事前番組であるYouTube生配信に出演。
- オリジナルボイス企画会議特番（ニコニコ生放送）- 2020年11月20日 ドワンゴジェイピーで配信する音声データの企画を主とした生配信に出演。

### CM
- 氷結無糖レモン（キリンビール株式会社）-　2020年11月4日 有吉の壁の中で放映された。
- 楽天でんき - 2020年12月8日 ～ 12月10日 日本テレビ系 19:00 に放映された。
- ハッピードール - 2021年5月3日 ～ 5月8日 対象の番組内で放映された。また、5月4日～5月9日までの期間限定で日テレ公式Youtubeチャンネルにてアップロードされた。[12]

### 書籍
- オトメディア AUTUMN2020 2020年12月号（学研プラス）- 2020年10月28日発売
- オトメディア WINTER2021 2021年 3月号（学研プラス）- 2021年1月29日発売
- クイック・ジャパン 153 (太田出版) - 2020年12月25日発売
- 日めくり KOUGU維新の毎日メンテナンス- 2021年1月15日発売[13][14]
- JUNON 3月号（主婦と生活社）- 2021年1月22日発売
- 週間TVガイド1月22日号（東京ニュース通信社）- 2021年1月13日発売
- 週間TVガイド5月22日号  (東京ニュース通信社) - 2021年5月19日発売

- KOUGU維新公式本で、イザ参ラン！(宝島社) -2021年7月28日発売

### 映像
- 「最初で最後のミュージカル KOUGU維新±0 〜聖夜ヲ廻ル大工陣〜」（ⒸNTV 発売元:バップ）- 2021年5月26日発売[15]

### 舞台
- EXIT オンラインLIVE 「ただ君に面白いと言われたかった...～GALAXY チャLIVE～」 - 2020年11月8日配信 プラスドライバとやっとこ（きつね）が本編とファンクラブ限定アフタートークに出演[16]。この公演オリジナルの新キャラクターとしてEXITのりんたろー。が「ボックスドライバ」、兼近大樹が「カッター」に扮した。
- 「最初で最後のミュージカル KOUGU維新±0 ～聖夜ヲ廻ル大工陣～」（Hulu） - 2020年12月24日配信[17]

出演：プラスドライバ・平やっとこ・キリ・鉄槌・巻尺・紙やすり・砥石・丸ノコ・マイナスドライバ・インパクト・チェーンソー
ゲスト出演：消しゴム(BUNGU維新)・菅良太郎 (パンサー)
映像出演：ギア・トロ舟
ナレーション出演：カッター・ボックスドライバ
- 「結婚しないの⁉︎小山内三兄弟」 - 2021年3月3日開幕～

プラスドライバと平やっとこが幕間映像で出演。
- 「有吉の壁」Break Artist Live’21 BUDOKAN - 2021年11月11日（東京・日本武道館）

2021年10月13日放送分で開催が発表された。人気コーナー「ブレイクアーティスト選手権」に登場したキャラクターたちが中心となってパフォーマンスを披露するライブ。

### ドラマ
- シンドラ「でっけぇ風呂場で待ってます」第6話（日本テレビ）2021年3月8日  出演：プラスドライバ・平やっとこ[20]
- カラフラブル　ジェンダーレス男子に愛されています。第1話・第10話（読売テレビ）2021年4月1日・6月3日　出演：プラスドライバ・平やっとこ[21]